# Bandera i escut de Castellfollit del Boix
L'escut de Castellfollit del Boix representa els senyals parlants tradicionals al·lusius al nom del poble de Castellfollit del Boix (Bages): un castell en referència a l'antic castell de Castellfollit del Boix, del segle x i actualment en ruïna, i una mata de boix.

## Escut heràldic
L'escut té el següent blasonament oficial:
| « | Escut caironat: de gules, un castell d'or obert; el peu d'argent, una mata de boix de sinople. Per timbre, una corona mural de poble. | » |

Va ser aprovat el 14 de setembre del 2005 i publicat al DOGC el 29 de setembre del mateix any amb el número 4479.

## Bandera de Castellfollit del Boix
La bandera de Castellfollit del Boix reprodueix els colors heràldics disposats en banda: el groc del castell sobre fons vermell i el verd del boix sobre fons blanc; suprimit les figures de l'escut per tal d'aconseguir una major senzillesa.
Té la següent descripció oficial:
| « | Bandera apaïsada, de proporcions dos d'alt per tres de llarg, bicolor en banda, verd fosc a dalt i groc a baix, i amb dues bandes juxtaposades, blanca la superior i vermella la inferior, cadascuna de gruix 1/12 de l'alçària del drap. | » |

Va ser aprovada el 25 de novembre de 2008 i publicada en el DOGC el 9 de desembre del mateix any amb el número 5274.